# Lorette
Lorette es una comuna francesa, situada en el departamento de Loira, de la región de Auvernia-Ródano-Alpes.

## Demografía
| 4 921 | 4 967 | 4 589 | 5 094 | 5 082 | 4 843 | 4 451 | 4 700 |
| Para los censos de 1962 a 1999 la población legal corresponde a la población sin duplicidades (Fuente: INSEE [Consultar]) |       |       |       |       |       |       |       |

## Personas vinculadas
- Alain Prost, campeón de Fórmula 1.